# Jean-Baptiste Thénard-Dumousseau
Jean-Baptiste Thénard-Dumousseau (24 janvier 1762, Montguyon - 12 janvier 1846, Jonzac) est un homme politique français.

## Biographie
Fils de Denis-Jean-François Thénard-Dumousseaux, avocat au parlement de Bordeaux et juge sénéchal de la baronnie de Montlieu, et de Marie-Anne Rivot, il est reçu avocat au parlement de Bordeaux en 1783. Il épouse en premières noces, cette même année, Marie-Anne Genet-Boisroyal. En 1814, il épouse en secondes noces Élisabeth Faure, fille d'un négociant bordelais.
Il devient membre du conseil de département de la Charente-Inférieure le 26 juin 1790, commissaire du roi près le tribunal de district de Montlieu, juge au tribunal de ce district en 1793, juge de paix de Montguyon et président de canton.
Le 24 germinal an V (13 avril 1797), élu député de la Charente-Inférieure au Conseil des Cinq-Cents, il s'y montre partisan du Directoire.
Rallié au coup d'État du 18 brumaire, il est élu par le Sénat conservateur député de la Charente-Inférieure au Corps législatif le 4 nivôse an VIII (25 décembre 1799), et fait partie de la commission du code civil.
Sorti du Corps législatif le 28 mai 1803, il est nommé sous-préfet de Jonzac le 23 décembre suivant.
Élu représentant à la Chambre des Cent-Jours par le grand collège de la Charente-Inférieure, il siège dans la majorité et adhère à la seconde Restauration, qui le renomme sous-préfet de Jonzac le 8 octobre 1815.
Une ordonnance royale du 18 août 1819 l'appelle au conseil général de son département. Après 1830, il refuse la sous-préfecture de Jonzac, se retire des affaires publiques et est décoré de la Légion d'honneur le 22 décembre 1837.

## Sources
- « Jean-Baptiste Thénard-Dumousseau », dans Adolphe Robert et Gaston Cougny, Dictionnaire des parlementaires français, Edgar Bourloton, 1889-1891 [détail de l’édition].